# 夏勤 (1940年)
夏勤（1940年3月11日—2009年1月20日），加拿大政治人物，1986年至1991年間以卑詩社會信用黨黨員身份擔任卑詩省議會科莫克斯選區議員，2001年至2009年間則以卑詩自由黨黨員身份擔任省議會科莫克斯谷選區議員。他曾於社信黨和自由黨執政期間在省長溫德心、莊思頓和金寶爾內閣中擔任多項廳長職務，2009年臨終前任職卑詩省農業及土地廳長。

## 背景
夏勤生於卑詩省新西敏，父親巴德·哈根（Baard Hagen）為一名屠夫，從挪威奧斯陸遷居新西敏後在當地營辦肉食及雜貨店。1963年夏勤從美國華盛頓州太平洋路德會大學畢業，1967年與茱迪·羅賓斯（Judith Robins）結婚，兩人育有五名子女。他從1968年起與家人居於溫哥華島科莫克斯谷，曾於一間建築公司任職主計長，後則創辦一間預拌混凝土公司，1972年-78年間出任第71號科莫克斯谷校區學務委員。

## 從政

### 社信黨
他於1986年省選代表卑詩社會信用黨競逐科莫克斯選區議席並告當選，首度晉身省議會。他於同年11月獲省長溫德心任命為延續教育及職業培訓廳長，職銜於同年12月改為專上教育及職業培訓廳長。他於1987年7月牽涉有關其混凝土公司的利益衝突指控而辭去廳長職務，但同年8月復職。他從1987年10月至1988年7月間兼任溫哥華島及沿岸地區省務廳長，1988年7月至1989年11月間則兼任專責科學及科技廳長。他於1989年11月調任區域及經濟發展廳長，1990年12月則改任教育廳長。夏勤任職廳長期間推動設立科學世界博物館，並支持在卑詩大學設立TRIUMF粒子加速器。
溫德心於1991年4月辭任省長後，夏勤於新任省長莊思頓內閣中留任教育廳長，並曾於1991年5月短暫兼任專上教育、培訓及科技廳長。社信黨於1991年省選落敗，夏勤亦未能連任，卸任省議員後於一間鋪路公司任職總經理。

### 自由黨
他於2001年捲土重來，在當年省選代表卑詩自由黨競逐科莫克斯谷選區議席，壓倒爭取連任的新民主黨候選人喬麗碧重返省議會。他於同年6月獲省長金寶爾任命為永續資源管理廳長，並於范棟勤接受皇家騎警調查期間從2003年1月至4月兼任農業、食物及漁業廳長。2004年1月他調任人力資源廳長，同年9月則接替辭職的簡蕙芝改任兒童及家庭發展廳長。他於2004年確診患有膀胱癌並接受治療。
夏勤於2005年省選連任後留任兒童及家庭發展廳長，2006年8月調任旅遊、體育及藝術廳長。他從2008年6月起出任農業及土地廳長，2009年1月20日心臓病發而去世，享年68歲。

## 榮譽
他於1998年6月獲西門菲沙大學頒發榮譽法學博士學位。2009年8月，他入選科莫克斯谷成就大道。溫哥華島考特尼市的夏勤自然公園和夏勤劇院皆以他命名。
他任職省議員期間，曾獲科莫克斯第一民族賜予「Ti' axwsam」（即「紅色鱈魚」）的稱號。

## 外部連結
- （英文）卑詩省議會網站 夏勤議員簡介 （页面存档备份，存于）